# Programmation spaghetti
 (décembre 2018).
Si vous disposez d'ouvrages ou d'articles de référence ou si vous connaissez des sites web de qualité traitant du thème abordé ici, merci de compléter l'article en donnant les références utiles à sa vérifiabilité et en les liant à la section « Notes et références ».

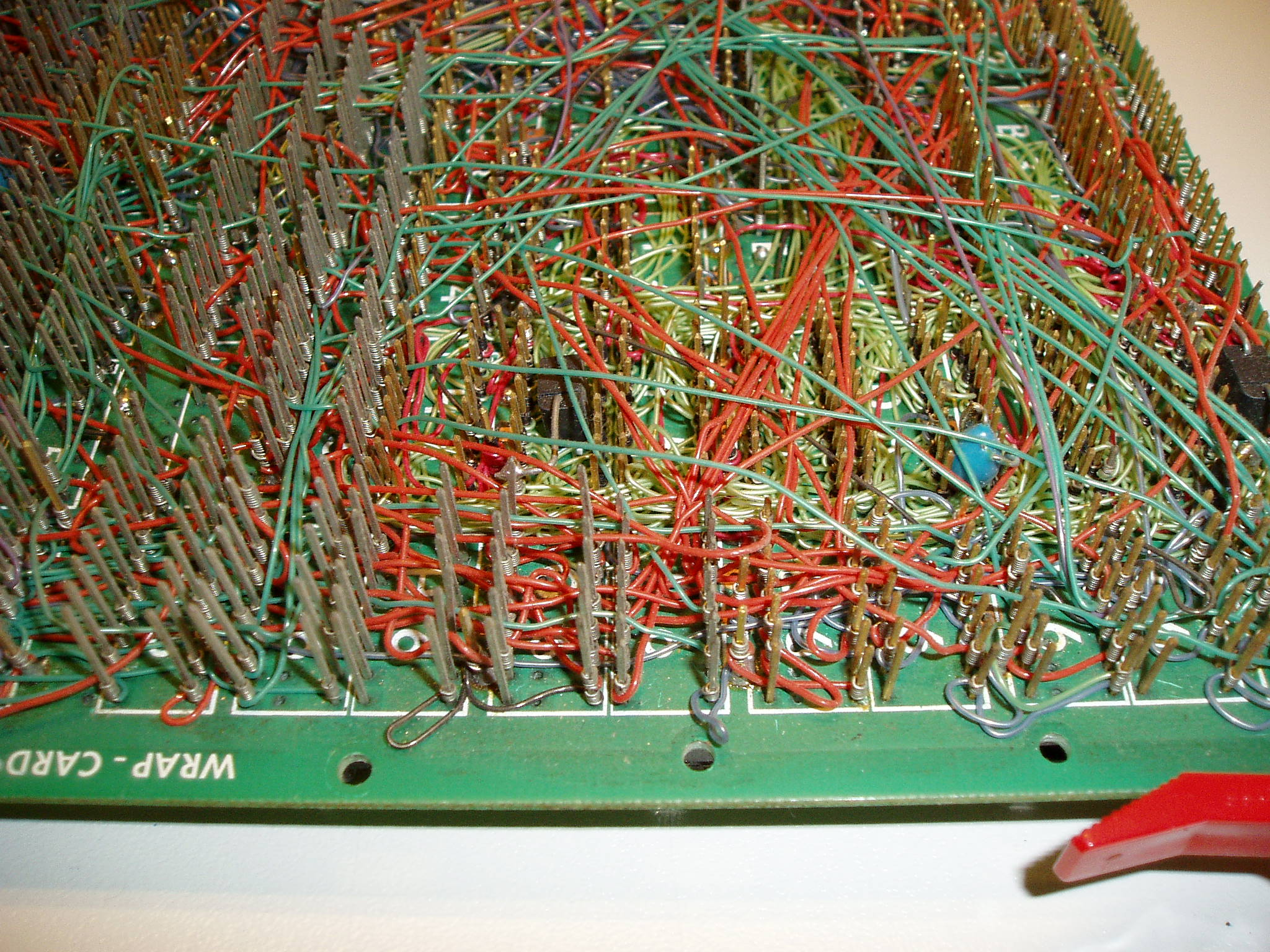
Image liée à la programmation spaghetti, détails du fond de panier à enroulement de fils, format carte double europe

En programmation informatique, la programmation spaghetti est un style d'écriture de code source qui favorise l'apparition du syndrome du plat de spaghettis : un code peu clair et qui fait un usage excessif de sauts inconditionnels (voir goto), d'exceptions en tous sens, de gestion des événements complexes et de threads divers.
Ce style d'écriture de code est à bannir car il peut engendrer des problèmes graves, comme le montre par exemple le procès de l'affaire Toyota en 2013,.  
En fait, la programmation spaghetti qualifie tout ce qui ne permet pas de déterminer le qui, le quoi et le comment d'une prise de contrôle par une portion de programme (incompréhension du flux de contrôle). Le code est donc plus long à mettre à jour car cela nécessite de remonter le fil des renvois.
Cette notion s'applique aussi au niveau du flux de données, c'est-à-dire à tout ce qui ne permet pas de déterminer le qui, le quoi et le comment d’une modification de données. Cette situation est causée par un usage excessif de couplage fort.
La programmation spaghetti est un exemple d'anti-patron.

## Exemple de flux de contrôle spaghetti
L'instruction goto, ou ses équivalents, est souvent responsable de la production de code spaghetti. Elle est d'ailleurs dépréciée dans les langages modernes pour cette raison. Elle est souvent utilisée dans les langages comme le BASIC ou l'assembleur (dans ce dernier cas, les branchements inconditionnels sont cependant inévitables). L'exemple suivant, qui affiche la liste des entiers compris entre 1 et 10 ainsi que leur carré, est un exemple de code spaghetti en BASIC :
```
 
10
 
i
 
=
 
0

 
20
 
i
 
=
 
i
 
+
 
1

 
30
 
IF
 
i
 
<>
 
11
 
THEN
 
GOTO
 
80

 
40
 
IF
 
i
 
=
 
11
 
THEN
 
GOTO
 
60

 
50
 
GOTO
 
20

 
60
 
PRINT
 
"Programme terminé."

 
70
 
END

 
80
 
PRINT
 
i
 
&
 
" au carré = "
 
&
 
i
 
*
 
i

 
90
 
GOTO
 
20

```

Le même résultat est obtenu par le programme suivant, plus respectueux des principes de la programmation structurée :
```
 
10
 
FOR
 
i
 
=
 
1
 
TO
 
10

 
20
   
PRINT
 
i
 
&
 
" au carré = "
 
&
 
i
 
*
 
i

 
30
 
NEXT
 
i

 
40
 
PRINT
 
"Programme terminé."

 
50
 
END

```

L'exemple suivant, en Fortran 77, calcule le nombre de solutions du problème des huit dames généralisé à un damier n×n. La forte imbrication des sauts (goto) rend le programme particulièrement difficile à suivre. L'algorithme consiste en un backtracking récursif. Les configurations possibles des dames sont considérées comme des matrices de permutations, et le programme parcourt toutes les permutations en éliminant les « branches » impossibles, qui sont détectées lorsqu'on trouve deux dames sur une même diagonale. La récursivité, qui n'existe pas en Fortran 77, est elle-même implémentée à l'aide de tableaux et de l'instruction goto.
```
      
PROGRAM 
DAMES

      
IMPLICIT 
INTEGER
(
A
-
Z
)

      
PARAMETER
(
L
=
14
)

      
DIMENSION 
A
(
L
),
S
(
L
),
U
(
4
*
L
-
2
)

      
DO 
10
 
I
=
1
,
L

      
A
(
I
)
=
I

   
10
 
CONTINUE

      DO 
20
 
I
=
1
,
4
*
L
-
2

      
U
(
I
)
=
0

   
20
 
CONTINUE

      DO 
110
 
N
=
1
,
L

      
M
=
0

      
I
=
1

      
R
=
2
*
N
-
1

      
GO
 
TO
 
40

   
30
 
S
(
I
)
=
J

      
U
(
P
)
=
1

      
U
(
Q
+
R
)
=
1

      
I
=
I
+
1

   
40
 
IF
(
I
.
GT
.
N
)
 
GO
 
TO
 
80

      
J
=
I

   
50
 
Z
=
A
(
I
)

      
Y
=
A
(
J
)

      
P
=
I
-
Y
+
N

      
Q
=
I
+
Y
-
1

      
A
(
I
)
=
Y

      
A
(
J
)
=
Z

      
IF
((
U
(
P
).
EQ
.
0
).
AND
.(
U
(
Q
+
R
).
EQ
.
0
))
 
GO
 
TO
 
30

   
60
 
J
=
J
+
1

      
IF
(
J
.
LE
.
N
)
 
GO
 
TO
 
50

   
70
 
J
=
J
-
1

      
IF
(
J
.
EQ
.
I
)
 
GO
 
TO
 
90

      
Z
=
A
(
I
)

      
A
(
I
)
=
A
(
J
)

      
A
(
J
)
=
Z

      
GO
 
TO
 
70

   
80
 
M
=
M
+
1

   
90
 
I
=
I
-
1

      
IF
(
I
.
EQ
.
0
)
 
GO
 
TO
 
100

      
P
=
I
-
A
(
I
)
+
N

      
Q
=
I
+
A
(
I
)
-
1

      
J
=
S
(
I
)

      
U
(
P
)
=
0

      
U
(
Q
+
R
)
=
0

      
GO
 
TO
 
60

  
100
 
PRINT
 
*
,
N
,
M

  
110
 
CONTINUE

      END

```

## Exemple de flux de données spaghetti
```
 
10
 
in:
INTEGER

 
20
 
out:
INTEGER

 
30

 
40
 
PROCEDURE
 
Square

 
50
    
out
 
=
 
in
 
*
 
in

 
60
 
END
 
PROCEDURE

```

Le même résultat est obtenu par le programme suivant, plus respectueux des principes de la programmation structurée :
```
 
10
 
FUNCTION
 
Square
(
 
in:
INTEGER
 
)
:
INTEGER
 

 
20
    
Square
 
=
 
in
 
*
 
in

 
30
 
END
 
FUNCTION

```